# Diethoxyphenylphosphin
Diethoxyphenylphosphin ist eine Organophosphorverbindung.

## Herstellung
Diethoxyphenylphosphin kann aus Triethylphosphit hergestellt werden, indem dieses mit Phenylmagnesiumbromid in Tetrahydrofuran umgesetzt wird.

## Eigenschaften und Reaktionen
Diethoxyphenylphosphin bildet Komplexe mit diversen Übergangsmetallen, beispielsweise mit Cobalt, Rhodium, Mangan und Eisen.